# 실꽃풀속
실꽃풀속(---屬, 학명: Chamaelirium 카마일리리움[*])은 여로과의 속이다. 과거에는 북아메리카에 분포하는 서양실꽃풀 한 종만 포함하는 단형 속으로 여겨지기도 하였으나, 실꽃풀 등 동아시아에 분포하는 종을 포함하는 키오노그라피스속(Chionographis)이 병합되면서 총 10종을 포함하게 되었다. 온대림의 다습한 지역에서 자란다. 한국에는 실꽃풀 한 종이 자생한다. 자성자웅이체인 개체가 상당수 있으며, 드물게 웅성자웅이체인 개체도 존재한다.

## 하위 종
- 서양실꽃풀(C. luteum (L.) A.Gray)
- 실꽃풀(C. japonicum (Willd.) N.Tanaka)
  - C. j. var. koreanum (F.T.Wang & Tang) N.Tanaka
  - C. j. var. koshikiense (N.Tanaka) N.Tanaka
  - C. j. subsp. yakusimense (Masam.) N.Tanaka
- C. actinomorphum (Aver. & N.Tanaka) N.Tanaka & Aver.
- C. chinense (K.Krause) N.Tanaka
- C. cordifolium (N.Tanaka) N.Tanaka
- C. hisauchianum (Okuyama) N.Tanaka
  - C. h. subsp. kurohimense (Ajima & Satomi) N.Tanaka
  - C. h. subsp. minoense (H.Hara) N.Tanaka
- C. koidzumianum (Ohwi) N.Tanaka
  - C. k. var. leiophyllum (N.Tanaka) N.Tanaka
- C. nanlingense (L.Wu, Y.Tong & Q.R.Liu) N.Tanaka
- C. shiwandashanense (Y.Feng Huang & R.H.Jiang) N.Tanaka
- C. viridiflorum Lei Wang, Z.C.Liu & W.B.Liao